# Актумсик
Актумси́к (каз. Ақтұмсық) — село у складі Актогайського району Карагандинської області Казахстану. Входить до складу Саритерецького сільського округу.
Населення — 40 осіб (2021; 64 у 2009, 78 у 1999, 184 у 1989).
Національний склад станом на 1989 рік:
- казахи — 100 %.